# جستجو (فیلم ۱۹۴۸)
جستجو (انگلیسی: The Search) فیلمی درام به کارگردانی فرد زینمان است که در سال ۱۹۴۸ منتشر شد. از بازیگران آن می‌توان به مونتگومری کلیفت، آلین مک‌ماهون، لئوپولد بورکوفسکی و وندل کوری اشاره کرد.
این فیلم برنده جایزه اسکار بهترین داستان توسط ریچارد شوایتزر و دیوید وچسلر در سال ۱۹۴۸ شده است.